# Петцольд, Август-Вильгельм Фридрихович
А́вгуст-Вильге́льм Фри́дрихович (Васильевич, Иванович) Петцо́льд (Петцольт; 20 декабря 1823, Санкт-Петербург — 15 [27] июля 1891, Страндаский уезд) — русский архитектор, акварелист и рисовальщик немецкого происхождения; академик акварельной живописи (1851) и архитектуры (1854), профессор архитектуры (1855).

## Биография
Учился в Императорской Академии художеств у Константина Тона вольноприходящим учеником. Был удостоен медалей академии: двух малых серебряных (за архитектурный проект дворянского собрания и за акварельный рисунок — 1844), большой серебряной (за проект театра — 1845) и малой золотой (за проект монастыря — 1846). В 1846 году окончил архитектурное отделение академии, пожалован званием художника 14 класса. Служил в Департаменте железных дорог. В 1847 году удостоен большой золотой медали академии за проект ярмарочного здания.
В 1852—1857 годы преподавал в Строительном училище в Петербурге (с 1854 — профессор).
В 1851 году удостоен звания академика акварельной живописи (за серию акварелей), в 1854 — звания академика архитектуры, в 1855 — звания профессора архитектуры (за проект православного монастыря).
С 1870-х годов жил в Берлине. В 1873 году участвовал во Всемирной выставке в Вене, представив проект надгробного памятника. В 1880-е годы вернулся в Петербург; участвовал в конкурсе на сооружение собора в память событий 1 марта 1881 (неудачно).
Последние годы жил в имении недалеко от Новой Кирки в Финляндии, где скончался 15 (27) июля 1891 года.

## Творчество
В 1849—1850 годы создал планы и чертежи 2-этажного дома и других построек усадьбы Кожиных (Бельское Устье, Порховский уезд).
Создал альбом акварелей «Виды Санкт-Петербургско-Московской железной дороги. 1851 год» — первый альбом о российской железной дороге, содержащий 10 рисунков, выполненных на листах ватмана размером 60,2×47,5 см, на которых изображены:
- мост через Обводный канал в Петербурге
- мост через Волгу
- мост через Тверцу
- путепроводный мост для московского шоссе близ Твери
- деревянный мост через реку Мсту (инженер С. Ф. Крутиков)
- деревянный мост через овраг реки Веребьи (инженер Д. И. Журавский)
- галерея вокзала в столице с перекрытием Р. А. Желязевича
- главный фасад вокзала, выходящий на Знаменскую площадь
- станционный двор со стороны Петербургских ворот: водокачальная станция, паровозное и вагонное депо[8].

Альбом был выполнен в единственном экземпляре и преподнесён в дар Николаю I. Ныне хранится в Российской государственной библиотеке; впервые был опубликован в 2001 году. Альбом А. Ф. Петцольда стал новым типом альбома — на индустриальную тему.

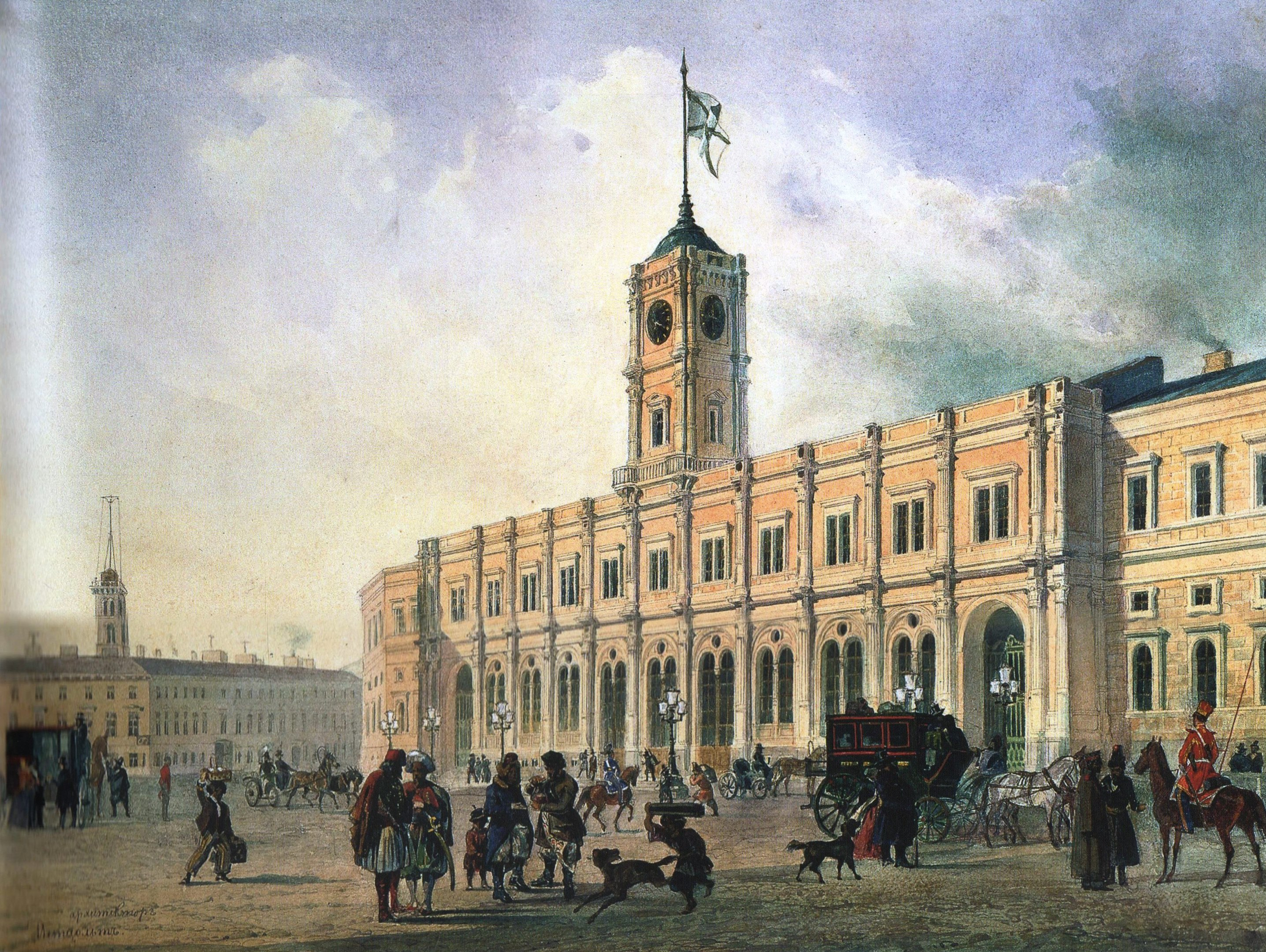
Санкт-Петербургская пассажирская станция
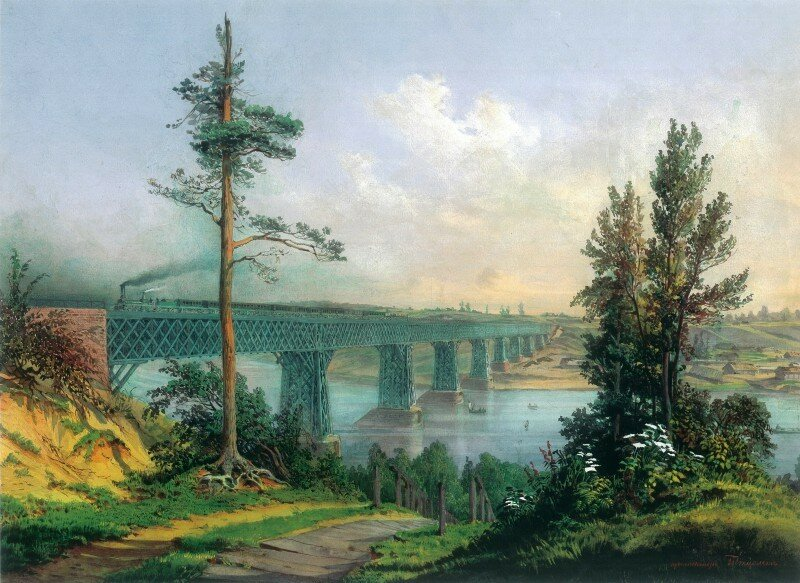
Мстинский мост
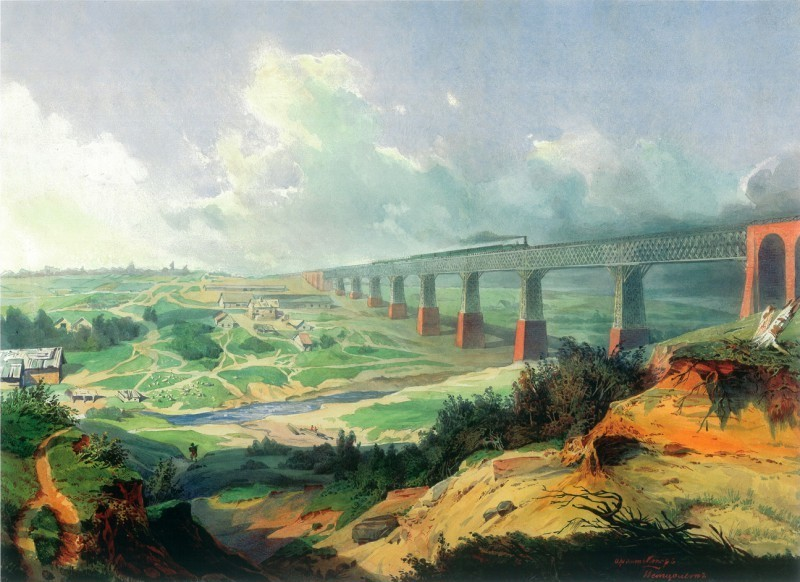
Веребьинский мост
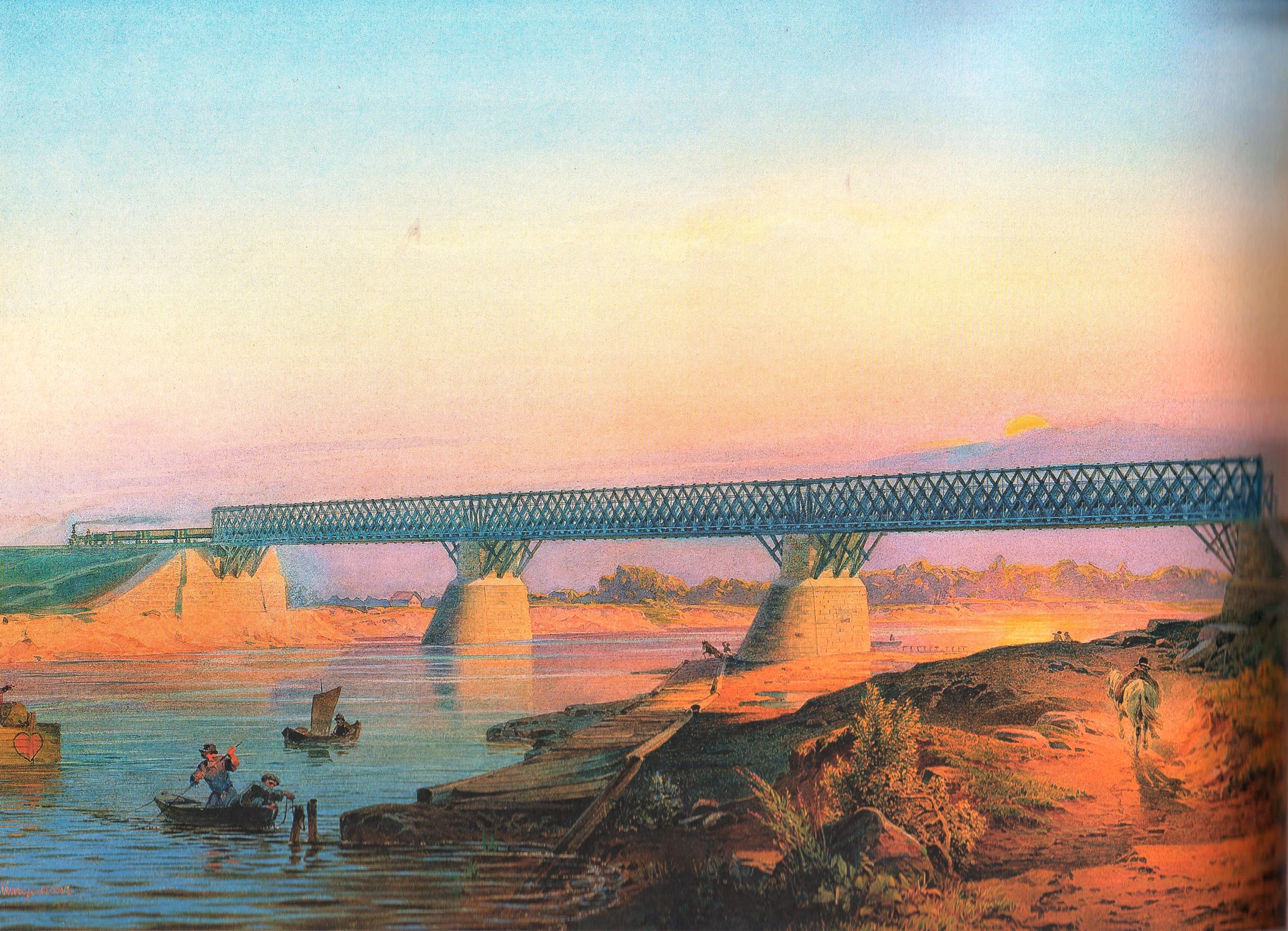
Мост чрез Тверцу

В числе его живописных работ — акварельные портреты с натуры графа А. С. Уварова, хирурга Н. И. Пирогова, А. Гензельта и другие, карандашный портрет (1846) гравёра Н. И. Уткина.
В числе его построек:
- 1859—1860 — дом П. В. Неклюдова / доходный дом А. А. Краевского (Санкт-Петербург, ул. Некрасова, 2)[7][6][10][11]
- 1860—1861 — собственный особняк архитектора Б. Б. Гейденрейха / особняк Е. П. Апраксиной[7] (проект совместно с Б. Б. Гейденрейхом; Санкт-Петербург, ул. Чайковского, 32)[12]
- 1861 — концертный зал при железнодорожном вокзале в Павловске[6][13]
- 1860-е — церковь Спаса Преображения в Свято-Успенской Святогорской лавре (Святогорск, Донецкая область, Украина; утрачена приблизительно в 1925 году)[14][15]
- 1863—1864 — доходный дом В. В. Оржевского[К 4] / А. А. Краевского[7] (в стиле эклектики; С.-Петербург, Малая Московская ул., 2 / Большая Московская ул., 8)[6][17]
- церковь и строения в имении княгини Потёмкиной[6]
- дворец великого князя Михаила Николаевича (Михайловская дача близ Петергофа)[6]
- 1889 — лечебница доктора В. А. Дитмана (Страндаский уезд, Халила)[7][6].

Ему принадлежат проекты для великой княгини Марии Павловны, проекты дома И. К. Айвазовского (Феодосия), русской церкви в Париже, перестройки дома 48 по Б. Морской ул. (1852, 1857—1858, Петербург).
Является автором памятников артисту А. Е. Мартынову (Смоленское православное кладбище), Голенищевой.
Создал множество рисунков и орнаментов, воплощённых при оформлении церковных иконостасов, интерьеров дворцов и резиденций, в том числе: украшения для двух золотых карет для коронационной церемонии, 2 шкафа в Спасо-Преображенской церкви. По его рисункам П. И. Сазиковым изготовлены подносные блюда для коронации Александра II.

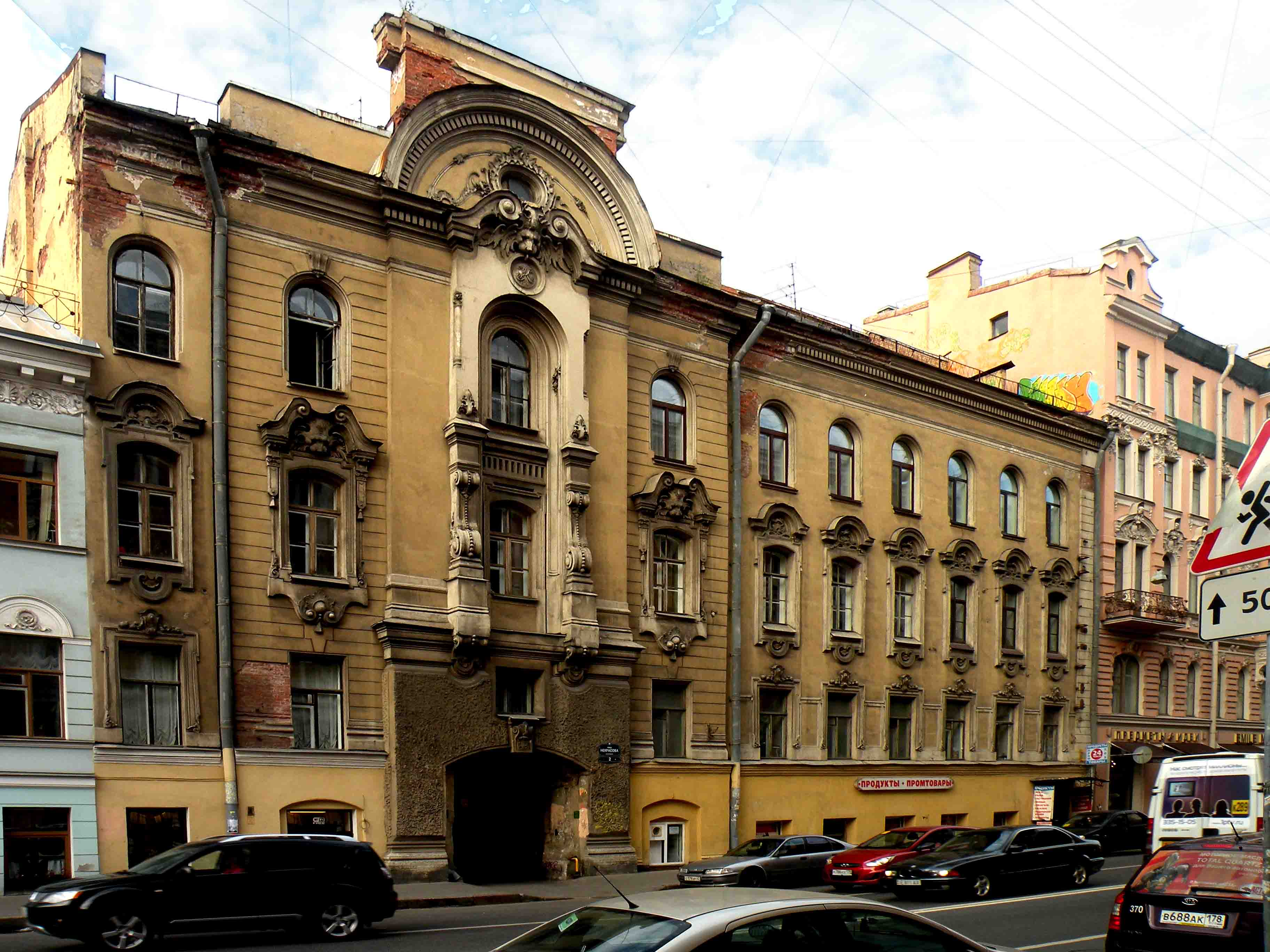
Доходный дом А. А. Краевского. Некрасова ул., 2 (1859—1860)
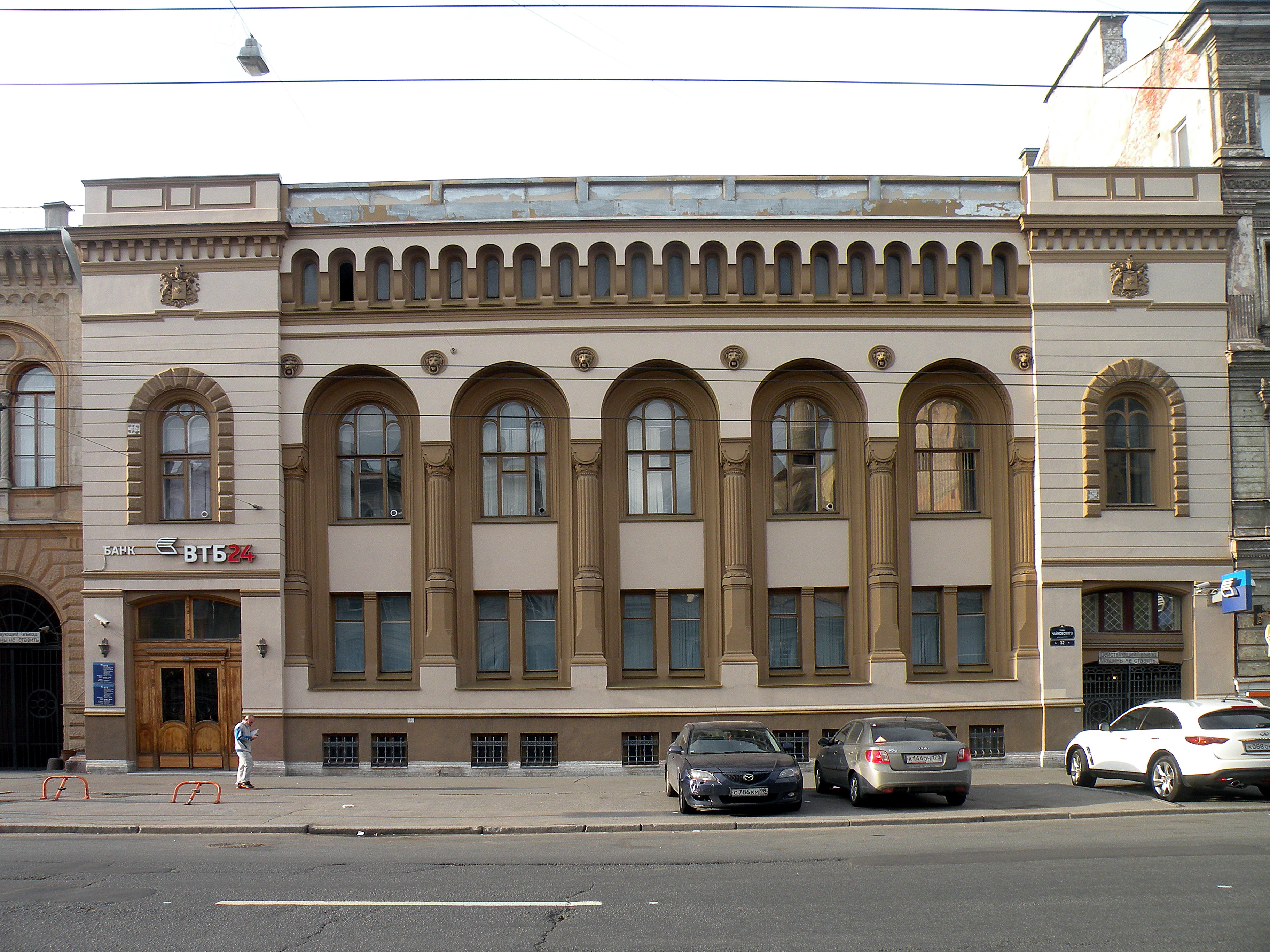
Особняк А. Ф. Гейденрейх. Чайковского ул., 32 (1860—1861)
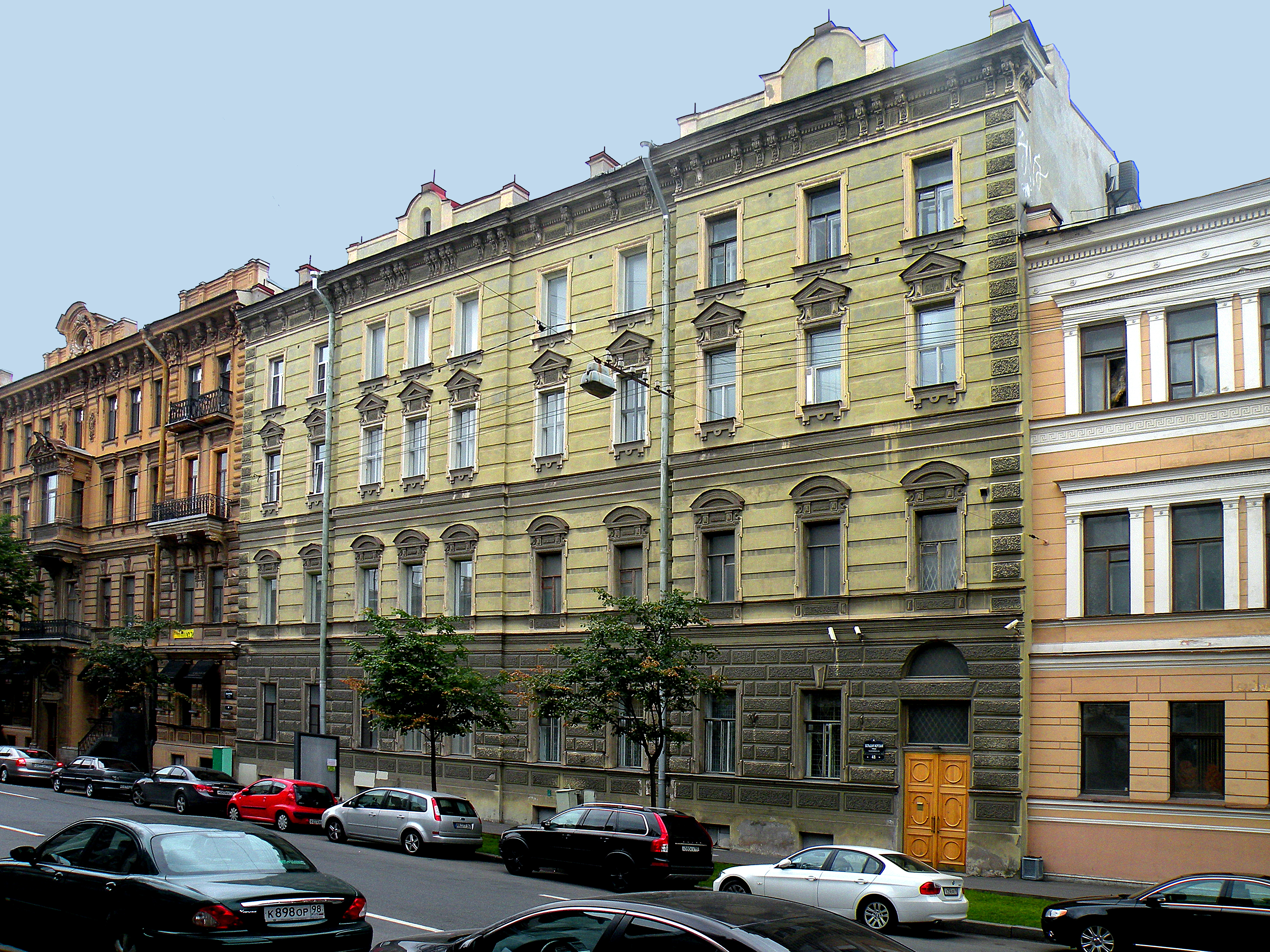
Дом А. С. Уварова. Большая Морская ул., 48 (1857—1858)
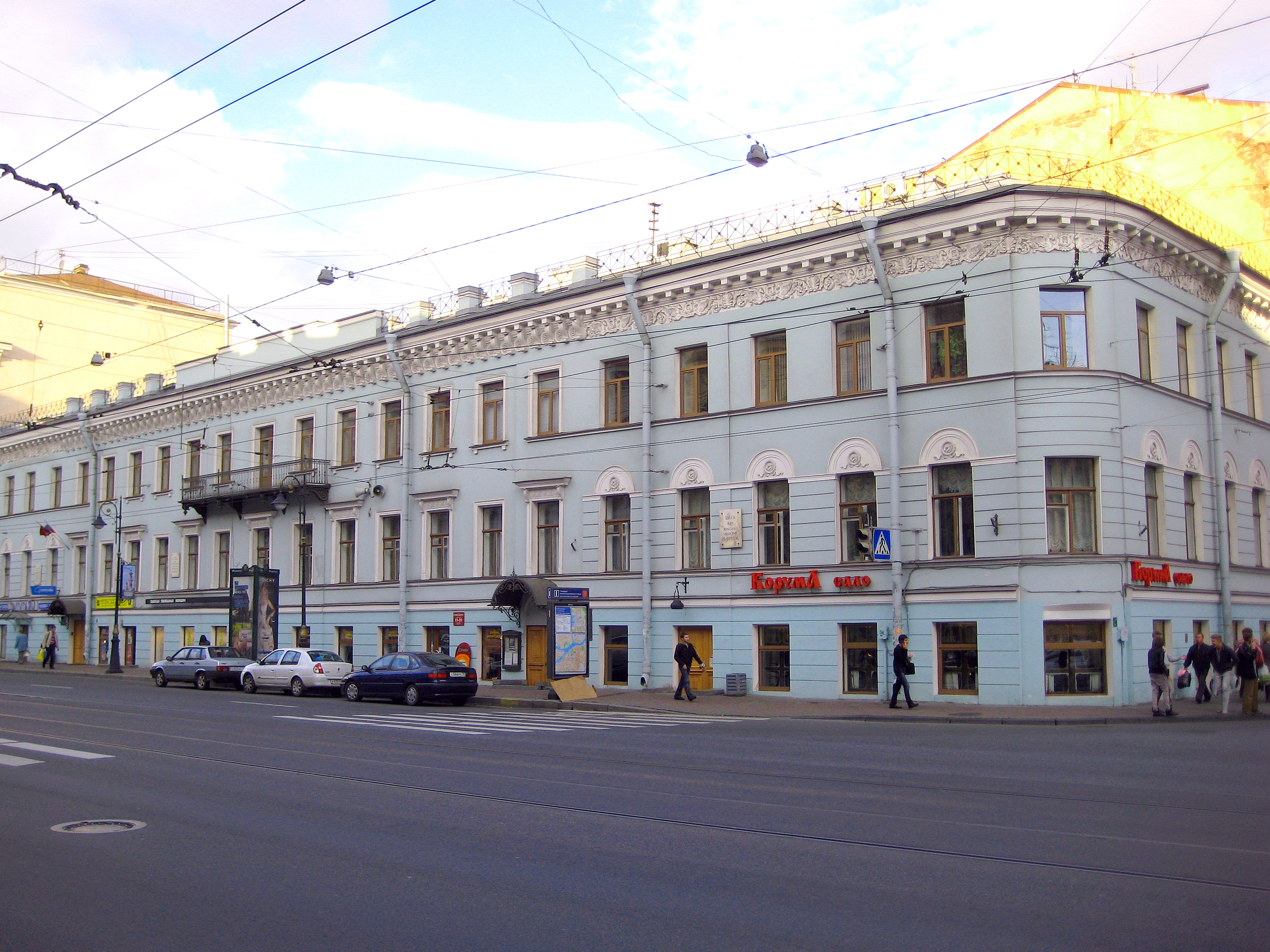
Доходный дом А. С. Норова. Литейный пр., 36 — Некрасова ул., 2х (1859)

## Комментарии
1. ↑  Ныне — Поляны в Выборгском районе Ленинградской области.
2. ↑  Виды Санктпетербурго-Московской железной дороги в 1851 году. В акварелях Августа Петцольта. — М.: Пашков дом, 2001.
3. ↑  Хранится в Кабинете гравюры в Дрездене[9].
4. ↑  В иных источниках[16] — В. В. Ожеровского.
5. ↑  Прах А. Е. Мартынова перезахоронен в 1936 году в Некрополь мастеров искусств с установкой нового памятника[19]; на Смоленском кладбище остался созданный по проекту А. В. Петцольда гранитный постамент с аллегориями театрального искусства, так как его невозможно было разобрать и перевезти[20].